# 橡皮圖章 (政治)
橡皮图章（英語：Rubber stamp，又译橡皮印章）是一种政治比喻（political metaphor），指代理某些法理上权力很大而实际权力很小的人或机构，只用來執行職權，沒有主要權力但必須設立的機構以維持程序的合法性。橡皮图章几乎不会否决，或不能否决某些被要求批准的提案。

## 含义
雇主（上级行政人员）的签名经常用于处理公文，于是社会中雇主（上级行政人员）授权雇员（下级行政人员）代理前者签署某些文件时，普遍将签名制成橡皮图章，予以下级使用。虽然“盖章人”对于“盖章”行为有义务进行个人调查，或深思熟虑后做出抉择，但实际上只是像个“橡皮图章”一样不假思索地“盖”了上去。这便是「橡皮图章」一词的政治比喻含义。
专政政体的立法机关便是一种常见的橡皮图章，只会一味地通过法令。而一般而言，这种立法过程更多是为了营造出表面合法性与专政和谐统一的假象，而并非因为该立法机关具有相对应的权力。历史学家愛德華·埃利斯称这种立法机关为“玩偶议会”（英語：toy parliament），并指出奥斯曼帝国的第三十四届苏丹阿卜杜勒·哈米德二世在任时期的土耳其议会只是单纯的作为安抚欧洲列強的“橡皮图章”。
与专政政体相反，在君主立宪政体中，尽管君主具有客观的保留权力或否决议会决定的权力，但实际上其只是议会的“橡皮图章”。在议会共和制政体的国家，比如印度和爱尔兰，其總統因是虛位元首，也经常被描述为“橡皮图章”，儘管與立憲君主相比，總統有任免總理的權力。此外，橡皮图章一词也经常被反對黨用作形容及批評執政黨，因為執政黨在議會佔多數席次时理論上可以通過任何法案，包括具爭議性的法案，即使反對黨持強烈反對態度。

## 實例

### 中華人民共和國
中華人民共和國的立法機關兼法定國家最高權力機關全國人民代表大會被民眾戲稱為「橡皮圖章」和「政治花瓶」。在該機關每年一度的全会上，都有超過兩千五百名人大代表與會，但从未有任何一项投票表决的草案未获通过。1992年4月7日的第七届全国人民代表大会第五次会议中，出席的2633名全国人大代表以1767票赞成，177票反对，664票弃权，25人未按表决器的结果表决通过了国务院关于三峡工程的议案，赞成率仅为67%。是全国人大历史上赞成票数的最低记录。

### 香港
香港立法會是香港的立法機構，在2021年立法會選舉制度改革前，其直選議席占總議席的五成七（35席直選議席及5席超級區議員），各黨派成員均可報名參加選舉。然而在2021年1月大規模搜捕參加民主派初選的候選人，當中的47人被以國安法起訴，部分民主派議員則被迫流亡外國，自2021年3月《全國人民代表大會關於完善香港特別行政區選舉制度的決定》公布實行以來，立法會的議席分佈與議員參選門檻都被大幅改動，議席大增至90席，直選議席卻由35席減少至20席，直選佔比暴跌至不足二成，同時參選者須滿足“愛國者治港”的要求，參選人要先經警方國安處審核，再交行政長官領導、中聯辦主任列席的香港國安委審議，參選名單還要經由政府高層佔多數的候選人資格審查委員會決定是否可以成為候選人，由政府操控立法會，香港立法機關自此完全失去制衡行政機關、監察政府的三權分立基本功能，之後政府提交的法案都在沒有辯論及反對下快速通過，包括備受爭議的基本法第23條，也在50天內完成在立法會首讀、諮詢到三讀，立法會僅開會38小時便全票通過。

### 中華民國
中華民國北洋政府期间，国会仅是政权机关，不论北洋政府及护法军政府均借国会代表自身政权，如孫中山成立军政府时，把国会议员南迁广州，以确立他在全中华民国政权的代表性。因此，段祺瑞另组安福国会。在国民政府和宪政动员戡乱时期，因迫于战争、法統（政治正當性）需要，国民大会和立法院的任期不受限制（又称萬年國會），以维持法律统治秩序。過去国会与立法院的权力受到中国国民党及總統制约，漸被批评为“橡皮图章”，直至1991年万年国会结束。

### 瑞典
瑞典国王阿道夫·弗雷德里克在任期间（1751-1771），权力仅次于国王的階級议会（英語：Riksdag of the Estates）使用一个刻着名字的图章来签署具有法律约束力的文件，而这些文件有时甚至违背作为当时绝对君主的在任国王的意愿。